# Эльц-Рюбенах, Пауль
Барон Петер Пауль фон Эльц-Рюбенах (нем. Peter Paul Freiherr von Eltz-Rübenach; 7 февраля 1875, Ван — 25 августа 1943, Линц-ам-Райн) — немецкий государственный деятель.

## Биография
Из семьи крупного землевладельца, с 1921 года женат на дочери генерала Оскара фон Гутьера.
Образование получил в кавалерийской академии в Бельбурге и Высшей технической школе в Ахене, где учился машиностроению.
С 1902 года состоял на государственной службе. С 1905 года служил в ведомстве путей сообщения. В 1911—1914 годах — технический атташе генерального консульства в Нью-Йорке.
Участник Первой мировой войны, служил в железнодорожных войсках. В конце войны служил в Большом Генеральном штабе, специалист по железнодорожным перевозкам. За боевые отличия награждён Железным крестом 1-го и 2-го класса.
После войны работал с 1919 года в прусском министерстве общественных работ, а затем в министерстве транспорта, министериальрат (1923).
С июля 1924 года — оберпостдиректор и президент дирекции имперских дорог в Карлсруэ.
В июне 1932 года вошёл в состав правительства Франца фон Папена, возглавив имперские министерства транспорта и связи.
После прихода к власти Адольфа Гитлера сохранил свои посты. В 1930-х годов вступил в НСДАП.
2 февраля 1937 года был уволен в отставку, а в каждое министерство назначен особый министр (Ю. Дорпмюллер и В. Онезорге).